# Формула-1 — Гран-прі Бахрейну 2005

Схема траси Міжнародного автодрому Бахрейну

Гран-прі Бахрейну 2005 (офіційно — 2005 Formula 1 Gulf Air Bahrain Grand Prix) — автоперегони чемпіонату світу з Формули-1, які відбулися 3 квітня 2005 року на Міжнародному автодромі Бахрейну в Сахірі, Бахрейн. Це третій етап Чемпіонату світу 2005 і другий Гран-прі Бахрейну в історії Формули-1.
Переможцем гонки став іспанець Фернандо Алонсо (Renault), який стартував з поул-позиції. Друге місце посів Ярно Труллі (Toyota), а третє — Кімі Ряйкконен (McLaren). Ця перемога стала третьою для Алонсо в кар’єрі та 100-ю для двигунів Renault у чемпіонаті світу Формули-1.
Гонка була позначена високими температурами, які стали рекордними для Формули-1, і дебютом нового боліда Ferrari — F2005. Вона також відбулася наступного дня після смерті Папи Івана Павла II, через що команди, зокрема Ferrari, виступали з траурними символами, а святкування на подіумі були стриманими.

## Звіт

### Передумови
Після Гран-прі Малайзії Фернандо Алонсо лідирував в особистому заліку з 16 очками, випереджаючи Джанкарло Фізікеллу на шість очок і Рубенса Баррікелло та Ярно Труллі на вісім очок. У Кубку конструкторів Renault мали 26 очок, випереджаючи Toyota на 14 очок і Red Bull на 15 очок.
Це був лише другий Гран-прі Формули-1 на Близькому Сході, що принесло виклики у вигляді високих температур і піщаних умов. Трасу було незначно модифіковано порівняно з 2004 роком, зокрема розширено вихід із четвертого повороту.
Команда Ferrari дебютувала з новим болідом F2005, який планували представити лише на Гран-прі Іспанії, але після незадовільних результатів у Австралії та Малайзії з F2004M вирішили прискорити його введення. Ferrari виступали з затемненими носовими обтічниками на знак поваги до Папи Івана Павла II, який помер напередодні.
Через травму плеча Хуана Пабло Монтойї у команді McLaren його замінив Педро де ла Росу на цій гонці, а Александр Вюрц — на наступній у Сан-Марино.

### Кваліфікація
Перша кваліфікаційна сесія в суботу пройшла без несподіванок. Траса була піщаною для перших пілотів, що погіршувало зчеплення, але пізніші учасники показали кращі результати. Фернандо Алонсу здобув попередню поул-позицію з часом 1:29.848.
У фінальній кваліфікації в неділю вранці Алонсо підтвердив поул із сумарним часом 3:01.902. Міхаель Шумахер посів друге місце, виступаючи на новому F2005. Рубенсу Баррікелло через проблеми з коробкою передач у п’ятницю та суботу кваліфікувався 15-м, а після заміни двигуна стартував із кінця стартової решітки.

### Перегони
Гонка проходила за рекордно високих температур: повітря досягало 42,6 °C, а траса — 56 °C, перевищивши рекорди Гран-прі Аргентини 1955 та Гран-прі Далласа 1984. Крістіан Клін не зміг стартувати з сьомої позиції через електричну несправність і став першим із восьми пілотів, які зійшли.
Лідери стартували чисто, з Фернандо Алонсо, який першим увійшов у перший поворот. Міхаель Шумахер змістився на чисту сторону траси, випередивши Ярно Труллі, який безуспішно намагався обійти його в перших двох поворотах. Рубенс Баррікелло агресивно розпочав гонку, піднявшись до десятого місця до кінця першого кола.
На другому колі двигун Джанкарло Фізікелли почав диміти, і він заїхав у бокси, але після увімкнення обмежувача швидкості відчув повернення потужності й продовжив рух. Проте на четвертому колі він остаточно зійшов через проблеми з двигуном. На третьому колі Нараїн Картікеян зійшов через електричну несправність, схожу на проблему Кліна.
Міхаель Шумахер переслідував Алонсо до 12-го кола, коли на дев’ятому повороті чемпіон світу виїхав за межі траси, зробивши розворот на 270°. Наприкінці кола він повернувся в бокси через несправність гідравліки, що стало його першим механічним сходом із Гран-прі Німеччини 2001. Ярно Труллі посів друге місце, відстаючи від Алонсо на 2,7 секунди, а Марк Веббер був третім.
На 18-му колі Ральф Шумахер першим із лідерів заїхав на піт-стоп і повернувся 12-м. Алонсо, Труллі та Веббер також здійснили піт-стопи, дотримуючись стратегії трьох зупинок. Після піт-стопів Алонсо зберіг лідерство, за ним ішли Труллі, Веббер, Кімі Ряйкконен, Ральф Шумахер і Баррікелло.
На 25-му колі Нік Хайдфельд зійшов через вибух двигуна, а на 27-му — Такумі Сато через проблеми з гальмами. Дженсон Баттон також мав проблеми з гальмами, що ускладнювало захист сьомого місця від Педро де ла Росу. На 33-му колі де ла Роса обійшов Баттона в першому повороті.
На 34-му колі Марк Веббер втратив контроль у восьмому повороті, розвернувшись перед дев’ятим, що дозволило Кімі Ряйкконену та Ральфу Шумахеру пройти вперед. Розворот пошкодив баланс боліда Веббера та спричинив плоскі плями на шинах.
Перед другими піт-стопами Педро де ла Росу тиснув на Рубенса Баррікелло за шосте місце, але спочатку виїжджав за межі першого повороту, дозволяючи Дженсону Баттону наблизитися. Зрештою, де ла Роса обійшов Баррікелло в останньому повороті.
Фернандо Алонсо збільшив відрив швидкими колами та заїхав на другий піт-стоп на 41-му колі. Інші пілоти також здійснили зупинки без інцидентів, крім Дженсона Баттона, чий болід заглох у боксах. Після кількох спроб перезапустити двигун він ледь не виїхав із заднім домкратом і зійшов у кінці піт-лейн через несправність зчеплення. Після других піт-стопів Алонсо лідирував, за ним ішли Труллі, Ряйкконен, Ральф Шумахер, Веббер, де ла Роса, Баррікелло та Феліпе Масса.
У фінальних етапах Марк Веббер і Педро де ла Росу боролися за п’яте місце. Веббер захищався, але де ла Роса обійшов його за два кола до фінішу. Жак Вільнев зійшов із дев’ятого місця на передостанньому колі через проблеми з підвіскою. Рубенс Баррікелло втрачав позиції, пропустивши Феліпе Массу на сьоме місце, що принесло очки Sauber у їхньому 200-му Гран-прі, а Девід Култхард обійшов його на останньому колі, залишивши Ferrari без очок уперше з Гран-прі Бразилії 2003.
Фернандо Алонсу виграв гонку з відривом у 13,4 секунди від Ярно Труллі, а Кімі Ряйкконен замкнув подіум.

## Треті пілоти (п’ятниця)
Шість команд, що посіли найнижчі місця в Кубку конструкторів 2004, мали право виставити третій болід під час вільних заїздів у п’ятницю. Ці пілоти брали участь у п’ятничних практиках, але не змагалися в кваліфікації чи гонці.
| Конструктор       | №  | Пілот             |
| ----------------- | -- | ----------------- |
| McLaren-Mercedes  | 35 | Александр Вюрц    |
| Sauber-Petronas   |    | —                 |
| Red Bull-Cosworth | 37 | Вітантоніо Ліуцці |
| Toyota            | 38 | Рікардо Зонта     |
| Jordan-Toyota     | 39 | Роберт Дорнбос    |
| Minardi-Cosworth  |    | —                 |

## Класифікація

### Кваліфікація
Кваліфікація відбулася 2 квітня 2005 року о 14:00 за місцевим часом (UTC+3) і визначила стартову сітку гонки.
| Поз.     | №  | Пілот               | Конструктор       | Q1       | Q2       | Сума     | Відст. | Старт |
| -------- | -- | ------------------- | ----------------- | -------- | -------- | -------- | ------ | ----- |
| 1        | 5  | Фернандо Алонсо     | Renault           | 1:29.848 | 1:32.054 | 3:01.902 |        | 1     |
| 2        | 1  | Міхаель Шумахер     | Ferrari           | 1:30.237 | 1:32.120 | 3:02.357 | +0.455 | 2     |
| 3        | 16 | Ярно Труллі         | Toyota            | 1:29.993 | 1:32.667 | 3:02.660 | +0.758 | 3     |
| 4        | 8  | Нік Хайдфельд       | Williams-BMW      | 1:30.390 | 1:32.827 | 3:03.217 | +1.315 | 4     |
| 5        | 7  | Марк Веббер         | Williams-BMW      | 1:30.592 | 1:32.670 | 3:03.262 | +1.360 | 5     |
| 6        | 17 | Ральф Шумахер       | Toyota            | 1:30.952 | 1:32.319 | 3:03.271 | +1.369 | 6     |
| 7        | 15 | Крістіан Клін       | Red Bull-Cosworth | 1:30.646 | 1:32.723 | 3:03.369 | +1.467 | 7     |
| 8        | 10 | Педро де ла Роса    | McLaren-Mercedes  | 1:30.725 | 1:32.648 | 3:03.373 | +1.471 | 8     |
| 9        | 9  | Кімі Ряйкконен      | McLaren-Mercedes  | 1:30.594 | 1:32.930 | 3:03.524 | +1.622 | 9     |
| 10       | 6  | Джанкарло Фізікелла | Renault           | 1:30.445 | 1:33.320 | 3:03.765 | +1.863 | 10    |
| 11       | 3  | Дженсон Баттон      | BAR-Honda         | 1:30.957 | 1:33.319 | 3:04.348 | +2.446 | 11    |
| 12       | 12 | Феліпе Масса        | Sauber-Petronas   | 1:30.933 | 1:34.269 | 3:05.202 | +3.300 | 12    |
| 13       | 4  | Такума Сато         | BAR-Honda         | 1:31.113 | 1:34.450 | 3:05.563 | +3.661 | 13    |
| 14       | 14 | Девід Култхард      | Red Bull-Cosworth | 1:31.211 | 1:34.633 | 3:05.844 | +3.942 | 14    |
| 15       | 2  | Рубенс Баррікелло   | Ferrari           | 1:31.826 | 1:35.867 | 3:07.693 | +5.791 | 201   |
| 16       | 11 | Жак Вільнев         | Sauber-Petronas   | 1:32.318 | 1:35.665 | 3:07.983 | +6.081 | 15    |
| 17       | 18 | Тіаго Монтейру      | Jordan-Toyota     | 1:33.424 | 1:36.004 | 3:09.428 | +7.526 | 16    |
| 18       | 19 | Нараїн Картікеян    | Jordan-Toyota     | 1:33.190 | 1:36.953 | 3:10.143 | +8.241 | 17    |
| 19       | 21 | Крістіян Альберс    | Minardi-Cosworth  | 1:34.005 | 1:36.417 | 3:10.422 | +8.520 | 181   |
| 20       | 20 | Патрік Фрісахер     | Minardi-Cosworth  | 1:34.848 | 1:36.413 | 3:11.261 | +9.359 | 191   |
| Джерела: |    |                     |                   |          |          |          |        |       |

Примітки
- ↑  — Рубенс Баррікелло, Крістіян Альберс і Патрік Фрісахер отримали штраф у 10 позицій на стартовій решітці за заміну двигуна.

### Перегони
Гонка відбулася 3 квітня 2005 року о 15:00 за місцевим часом (UTC+3) і тривала 57 кіл.
| Поз.     | №  | Пілот               | Конструктор       | Шини | Кола | Час/Схід    | Старт | Очки |
| -------- | -- | ------------------- | ----------------- | ---- | ---- | ----------- | ----- | ---- |
| 1        | 5  | Фернандо Алонсо     | Renault           | M    | 57   | 1:29:18.531 | 1     | 10   |
| 2        | 16 | Ярно Труллі         | Toyota            | M    | 57   | +13.409     | 3     | 8    |
| 3        | 9  | Кімі Ряйкконен      | McLaren-Mercedes  | M    | 57   | +32.063     | 9     | 6    |
| 4        | 17 | Ральф Шумахер       | Toyota            | M    | 57   | +53.272     | 6     | 5    |
| 5        | 10 | Педро де ла Роса    | McLaren-Mercedes  | M    | 57   | +1:04.988   | 8     | 4    |
| 6        | 7  | Марк Веббер         | Williams-BMW      | M    | 57   | +1:14.701   | 5     | 3    |
| 7        | 12 | Феліпе Масса        | Sauber-Petronas   | M    | 56   | +1 коло     | 12    | 2    |
| 8        | 14 | Девід Култхард      | Red Bull-Cosworth | M    | 56   | +1 коло     | 14    | 1    |
| 9        | 2  | Рубенс Баррікелло   | Ferrari           | B    | 56   | +1 коло     | 20    |      |
| 10       | 18 | Тіаго Монтейру      | Jordan-Toyota     | B    | 55   | +2 кола     | 16    |      |
| 11       | 11 | Жак Вільнев         | Sauber-Petronas   | M    | 54   | Підвіска    | 15    |      |
| 12       | 20 | Патрік Фрісахер     | Minardi-Cosworth  | B    | 54   | +3 кола     | 19    |      |
| 13       | 21 | Крістіян Альберс    | Minardi-Cosworth  | B    | 53   | +4 кола     | 18    |      |
| Схід     | 3  | Дженсон Баттон      | BAR-Honda         | M    | 46   | Зчеплення   | 11    |      |
| Схід     | 4  | Такума Сато         | BAR-Honda         | M    | 27   | Гальма      | 13    |      |
| Схід     | 8  | Нік Хайдфельд       | Williams-BMW      | M    | 25   | Двигун      | 4     |      |
| Схід     | 1  | Міхаель Шумахер     | Ferrari           | B    | 12   | Гідравліка  | 2     |      |
| Схід     | 6  | Джанкарло Фізікелла | Renault           | M    | 4    | Двигун      | 10    |      |
| Схід     | 19 | Нараїн Картікеян    | Jordan-Toyota     | B    | 2    | Електрика   | 17    |      |
| НС       | 15 | Крістіан Клін       | Red Bull-Cosworth | M    | 0    | Електрика   | 7     |      |
| Джерела: |    |                     |                   |      |      |             |       |      |

## Положення в чемпіонаті після Гран-прі
|          | Поз. | Пілот               | Очки |
| -------- | ---- | ------------------- | ---- |
|          | 1    | Фернандо Алонсо     | 26   |
|          | 2    | Ярно Труллі         | 16   |
|          | 3    | Джанкарло Фізікелла | 10   |
|          | 4    | Ральф Шумахер       | 9    |
|          | 5    | Девід Култхард      | 9    |
| Джерело: |      |                     |      |

|          | Поз. | Конструктор       | Очки |
| -------- | ---- | ----------------- | ---- |
|          | 1    | Renault           | 36   |
|          | 2    | Toyota            | 25   |
|          | 3    | McLaren-Mercedes  | 19   |
|          | 4    | Williams-BMW      | 13   |
|          | 5    | Red Bull-Cosworth | 12   |
| Джерело: |      |                   |      |

- Примітка: Тільки 5 позицій включено в обидві таблиці. Повну турнірну таблицю сезону дивіться в Формула-1 — Чемпіонат 2005#Результати та положення в заліках